# Following My Intuition
Albums de Craig David
Signed Sealed Delivered
(2010)
Following My Intuition est le sixième album studio du chanteur Craig David, sorti le 30 septembre 2016. Cet album est composé de plusieurs collaborations (Big Narstie, Kaytranada, Blonde (en), Sigala). Il existe deux versions, la version standard qui contient 14 chansons et la version Deluxe qui en contient 18.

## Titres
| Following My Intuition – Standard version | Following My Intuition – Standard version   | Following My Intuition – Standard version | Following My Intuition – Standard version | Following My Intuition – Standard version | Following My Intuition – Standard version | Following My Intuition – Standard version | Following My Intuition – Standard version | Following My Intuition – Standard version | Following My Intuition – Standard version |
| No                                        | Titre                                       | Producer(s)                               | Durée                                     |                                           |                                           |                                           |                                           |                                           |                                           |
| ----------------------------------------- | ------------------------------------------- | ----------------------------------------- | ----------------------------------------- | ----------------------------------------- | ----------------------------------------- | ----------------------------------------- | ----------------------------------------- | ----------------------------------------- | ----------------------------------------- |
| 1.                                        | Ain't Giving Up (feat. Sigala)              | - Sigala - Wez Clarke                     | 2:37                                      |                                           |                                           |                                           |                                           |                                           |                                           |
| 2.                                        | When the Bassline Drops (feat. Big Narstie) | - White N3rd                              | 3:05                                      |                                           |                                           |                                           |                                           |                                           |                                           |
| 3.                                        | Don't Go                                    | - Shy FX                                  |                                           |                                           |                                           |                                           |                                           |                                           |                                           |
| 4.                                        | 16                                          | - Major Lazer                             | 3:48                                      |                                           |                                           |                                           |                                           |                                           |                                           |
| 5.                                        | Couldn't be mine                            | - Tre Jean-Marie                          |                                           |                                           |                                           |                                           |                                           |                                           |                                           |
| 6.                                        | One More Time                               | - White N3rd                              | 3:14                                      |                                           |                                           |                                           |                                           |                                           |                                           |
| 7.                                        | Change My Love                              | - TMS                                     |                                           |                                           |                                           |                                           |                                           |                                           |                                           |
| 8.                                        | Nothing Like This (feat. Blonde)            | - Blonde - Hitimpulse                     | 3:02                                      |                                           |                                           |                                           |                                           |                                           |                                           |
| 9.                                        | Got It Good (feat. Kaytranada)              | - Kaytranada                              | 3:48                                      |                                           |                                           |                                           |                                           |                                           |                                           |
| 10.                                       | All We Needed                               |                                           |                                           |                                           |                                           |                                           |                                           |                                           |                                           |
| 11.                                       | Louder Than Words                           |                                           |                                           |                                           |                                           |                                           |                                           |                                           |                                           |
| 12.                                       | What If                                     | - Tre Jean-Marie                          |                                           |                                           |                                           |                                           |                                           |                                           |                                           |
| 13.                                       | Like a Fan                                  |                                           |                                           |                                           |                                           |                                           |                                           |                                           |                                           |
| 14.                                       | Better with You                             | - TMS                                     |                                           |                                           |                                           |                                           |                                           |                                           |                                           |
| TBA                                       |                                             |                                           |                                           |                                           |                                           |                                           |                                           |                                           |                                           |

| Following My Intuition – Deluxe version | Following My Intuition – Deluxe version | Following My Intuition – Deluxe version | Following My Intuition – Deluxe version | Following My Intuition – Deluxe version | Following My Intuition – Deluxe version | Following My Intuition – Deluxe version | Following My Intuition – Deluxe version | Following My Intuition – Deluxe version | Following My Intuition – Deluxe version |
| No                                      | Titre                                   | Producer(s)                             | Durée                                   |                                         |                                         |                                         |                                         |                                         |                                         |
| --------------------------------------- | --------------------------------------- | --------------------------------------- | --------------------------------------- | --------------------------------------- | --------------------------------------- | --------------------------------------- | --------------------------------------- | --------------------------------------- | --------------------------------------- |
| 15.                                     | No Holding Back (feat. Hardwell)        | - Hardwell                              | 2:44                                    |                                         |                                         |                                         |                                         |                                         |                                         |
| 16.                                     | Here with Me                            | - Tre Jean-Marie - LongLivThePlug       |                                         |                                         |                                         |                                         |                                         |                                         |                                         |
| 17.                                     | Warm It Up                              | - Tozer - Chris Connors - Ambrose Henri |                                         |                                         |                                         |                                         |                                         |                                         |                                         |
| 18.                                     | Sink or Swim                            | - Kaytranada - Tre Jean-Marie           |                                         |                                         |                                         |                                         |                                         |                                         |                                         |
| TBA                                     |                                         |                                         |                                         |                                         |                                         |                                         |                                         |                                         |                                         |

## Classements
L'album atteint la 5e place en Nouvelle-Zélande, et est no 1 au Royaume-Uni. Il a été certifié disque d'or au Royaume-Uni,.